# Геккер, Василий Фёдорович
Василий Фёдорович фон Геккер (нем. Wilhelm von Hecker; 1828—1902) — русский архитектор, художник-акварелист, академик архитектуры Императорской Академии художеств.

## Биография
Родился 25 апреля (уточнить стиль даты) 1828 года в Санкт-Петербурге, в семье коллежского советника, преподавателя немецкого языка Теодора фон Геккера и его супруги Шарлотты (урождённой Коллинс).
Общее образование получил в гимназии — Главное немецкое училище св. Петра (1836—1846).
Вольноприходящий ученик Императорской Академии художеств. Получил малую серебряную медаль (1851) и звание неклассного художника (1853).
В 1857 году получил звание академика архитектуры за «Проект дома дворянского губернского собрания».
С 1867 по 1873 год работал участковым архитектором, затем городским архитектором Санкт-Петербурга (1874—1883).
Скончался 21 декабря (уточнить стиль даты) 1902 года в городе Висбаден (Германия). Похоронен в Санкт-Петербурге на Смоленском лютеранском кладбище.

## Семья
Сын — Фёдор Васильевич Геккер (1870—1940) — врач.
- Внук — Геккер, Роман Фёдорович (1900—1991) — палеонтолог
  - Правнук — Геккер, Иван Романович (1927—1989) — физик.
    - Праправнучка — Геккер, Наталия Ивановна (род. 1954) — детский писатель.

## Проекты
Основные архитектурные проекты:
- Улица Чехова, д.№ 10 — павильон экипажного магазина К. К. Неллиса. 1866.
- 8-я Советская улица, д. № 36, дворовый корпус — доходный дом. 1867. (Надстроен).
- Лиговский проспект, д.№ 38, левая часть — доходный дом. Изменение фасада. 1869. (Расширен и надстроен).
- Лиговский проспект, д.№ 68 — доходный дом. Расширение и надстройка. 1869, 1885.
- Дегтярная улица, д.№ 24, левая часть — жилой дом. 1871.
- Улица Рубинштейна, д.№ 18, правая часть — здание фабрики серебряных и бронзовых изделий С. Ф. Верховцева. 1872. (Перестроено).
- Улица Красного Текстильщика, д.№ 5 — жилой флигель и бронзолитейная мастерская К. Х. Левенгрена. 1872. (Расширены. Сохранились частично).
- Улица Чайковского, д.№ 13 — доходный дом. 1872. Включен существовавший дом.
- Улица Восстания, д.№ 16, правая часть — доходный дом. 1872. (Расширен).
- Фурштатская улица, д.№ 3 — особняк П. П. Мельникова. Перестройка. 1872—1873.
- Лиговский проспект, д.№ 84/Транспортный переулок, д.№ 2, левая часть — доходный дом. 1872, 1880—1881.
- Стремянная улица, д.№ 12, двор — здание типографии А. И. Траншеля. 1873. (Перестроено).
- Гончарная улица, д.№ 22 — доходный дом. 1873.
- Набережная Обводного канала, д.№ 53/улица Черняховского, д.№ 1 — доходный дом. 1873.
- Улица Черняховского, д.№ 39 — доходный дом. 1873.
- Улица Печатника Григорьева, д.№ 14 — доходный дом. 1873.
- Друскеникский переулок, д.№ 2, левый и дворовый корпуса — доходный дом. 1873.
- Синопская набережная, д.№ 26 — доходный дом. Перестройка. 1873, 1884.
- Боровая улица, д.№ 10 — доходный дом. Перестройка. 1873—1874.
- Улица Некрасова, д.№ 29/улица Восстания, д.№ 33 — доходный дом. 1873—1875.
- Боровая улица, д.№ 44, двор — корпуса ватной фабрики Тарачкова. 1873—1881. (Перестроены).
- Синопская набережная, д.№ 62 — доходный дом. 1874.
- Синопская набережная, д.№ 30 — особняк и доходный дом П. Л. Ненюкова. 1874. Включены существовавшие дома.
- Набережная Мойки, д.№ 11 — доходный дом. Перестройка. 1874.
- Улица Фурманова, д.№ 25/улица Пестеля, д.№ 6 — доходный дом Пантелеймоновской церкви. 1874. Включен существовавший угловой дом.
- улица Пестеля, 2а — перестройка притвора Пантелеймоновской церкви, 1875 год.
- Разъезжая улица, д.№ 39/Коломенская улица, д.№ 35-37, правая часть — доходный дом. 1874, 1882. Включен существовавший дом. (Надстроен и расширен. Построен заново в 1989—1990).
- Набережная Обводного канала, д.№ 211—213 — здания пивоваренного завода И. А. Дурдина. 1870-е ?
- Дегтярная улица, д.№ 29 — доходный дом. 1875. Включен существовавший дом. (Перестроен).
- Гончарная улица, д.№ 24 — доходный дом. 1875. (Расширен).
- Улица Марата, д.№ 10 — доходный дом. 1875.
- Псковская улица, д.№ 20 — доходный дом. 1875.
- Улица Черняховского, д.№ 56 — доходный дом. 1875.
- Суворовский проспект, д.№ 22/7-я Советская улица, д.№ 16 — доходный дом. 1876. (Надстроен и расширен).
- Мытнинская улица, д.№ 18 — доходный дом. 1876. (Надстроен).
- 8-я Советская улица, д.№ 17-19, левая часть — доходный дом. 1876. Включен существовавший дом. (Перестроен).
- Боровая улица, д.№ 84 — особняк Н. А. Жукова. Расширение. 1876.
- 7-я Советская улица, д.№ 42 — доходный дом. Надстройка. 1876.
- Набережная Обводного канала, д.№ 56, правый корпус — доходный дом. 1876.
- 4-я Красноармейская улица, д.№ 9, правая часть — улица Егорова, д.№ 9 — доходный дом. 1877. (Надстроен).
- Улица Черняховского, д.№ 43 — доходный дом. Надстройка. 1877. (Надстроен).
- Большая Московская улица, д.№ 2/Кузнечный переулок, д.№ 1 — дом Владимирской церкви. Перестройка. 1877. (Перестроен).
- Синопская набережная, д.№ 24 — доходный дом. 1878.
- 5-я Советская улица, д.№ 41 — доходный дом. 1878.
- 7-я Советская улица, д.№ 24 — особняк Г. Ф. Горшкова. 1878.
- Московский проспект, д.№ 82 — доходный дом. Надстройка и расширение. 1878.
- Лиговский проспект, д.№ 56 — доходный дом. 1878. Включены существовавшие строения.
- Боровая улица, д.№ 86/Прилукская улица, д.№ 2 — производственное здание бумагопрядильной фабрики Н. А. Жукова. 1878. (Надстроено).
- 7-я Советская улица, д.№ 30/Дегтярная улица, д.№ 26 — доходный дом. 1879—1880.
- Суворовский проспект, д.№ 33 — доходный дом. 1879—1880.
- Улица Чайковского, д.№ 63 — доходный дом. 1879—1880.
- Улица Чайковского, д.№ 69 — доходный дом. 1879—1880.
- Улица Марата, д.№ 4 — доходный дом. 1879—1880. Включен существовавший дом.
- Улица Радищева, д.№ 44 — доходный дом. 1879—1880. (Надстроен).
- Лиговский проспект, д.№ 76 — доходный дом. 1880—1881. Включен существовавший дом. (Надстроен).
- Лиговский проспект, д.№ 82/улица Черняховского, д.№ 46 — доходный дом. 1880—1881. Включен существовавший дом.
- Суворовский проспект, д.№ 27/9-я Советская улица, д.№ 11-13, правая часть — доходный дом. 1881. (Перестроен).
- 5-я Советская улица, д.№ 49/Мытнинская улица, д.№ 10, угловая часть — доходный дом. 1881.
- Тележная улица, д.№ 20 — доходный дом. 1881.
- Новгородская улица, д.№ 18 — здание мукомольной мельницы П. И. Евреинова. 1881—1883. (Перестроено).
- 7-я Советская улица, д.№ 44 — особняк Г. И. Цынговатова. 1882.
- Улица Восстания, д.№ 12/улица Жуковского, д.№ 28 — доходный дом. Перестройка и расширение. 1882.
- 6-я Советская улица, д.№ 10 — доходный дом. 1882. (Надстроен).
- Проспект Бакунина, д.№ 5/Конная улица, д.№ 2 — здание Старо-Александровского рынка. 1883. (Надстроено).
- Проспект Бакунина, д.№ 1-3 — Невский проспект, д.№ 146/Полтавская улица, д.№ 1 — здание Меняевского рынка. 1883. (Перестроено).
- Ковенский переулок, д.№ 20 — доходный дом. 1883.

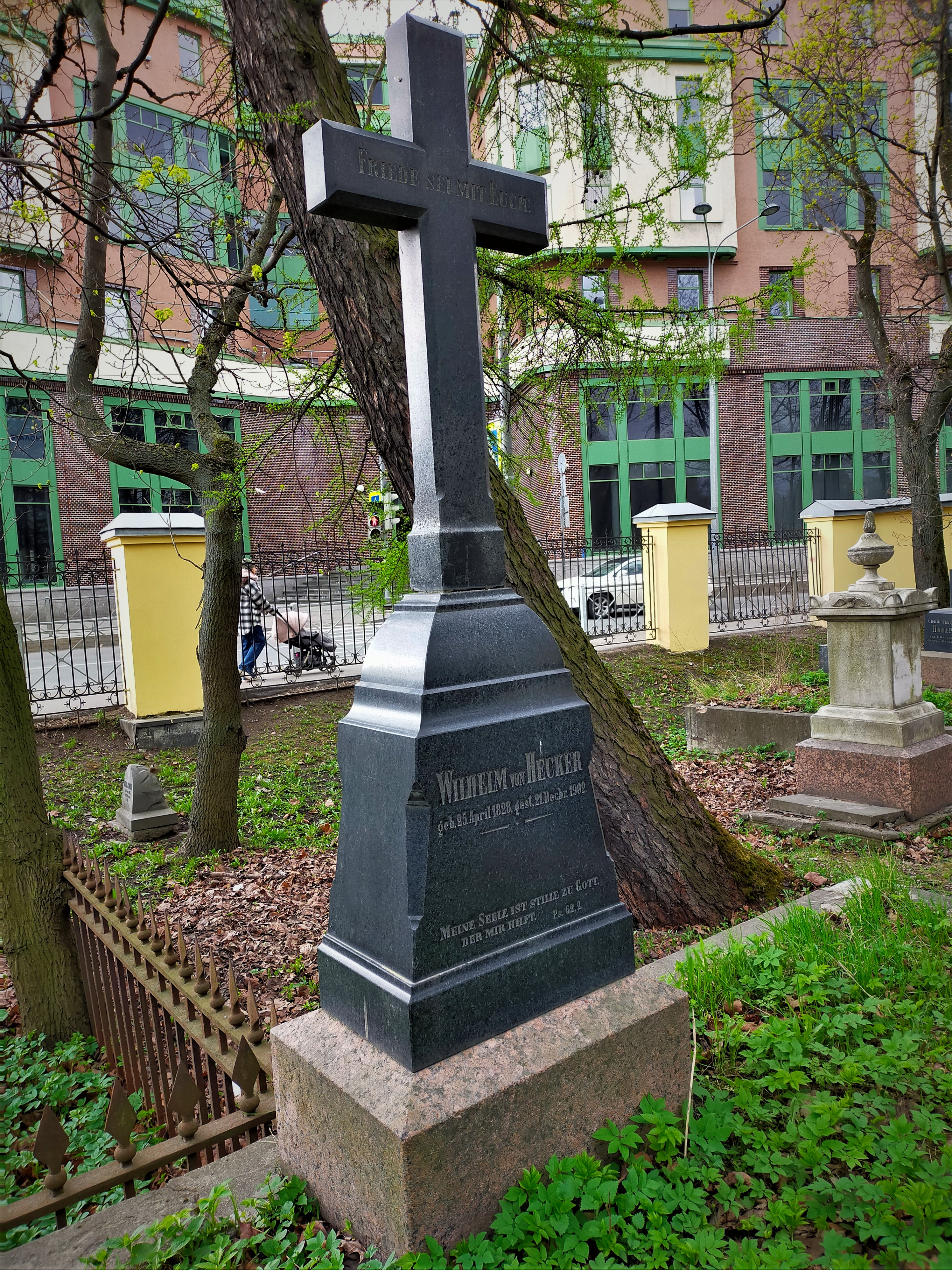
Могила В. Ф. Геккера, Смоленское лютеранское кладбище

- Могила В. Ф. Геккера, Смоленское лютеранское кладбищеБоровая улица, д.№ 34/улица Тюшина, д.№ 24 — доходный дом. Надстройка и расширение. 1883.
- Лиговский проспект, д.№ 98 — доходный дом. 1883—1884.
- Улица Марата, д.№ 50 — доходный дом Е. Я. Беляевой. 1883—1884.
- Улица Радищева, д.№ 42, правая часть — доходный дом. Перестройка. 1884.
- Разъезжая улица, д.№ 19 — доходный дом. 1890. (?)
- Фурштатская улица, д.№ 25 — доходный дом. 1892. Включен существовавший дом.
- Курляндская улица, д.№ 28  памятник архитектуры (вновь выявленный объект)[1] — комплекс построек пивоваренного завода И. А. Дурдина. 1880—1890. Совместно с Э. Г. Юргенсом.
- Улица Союза Печатников, д.№ 26, левый корпус — здание приюта для женщин в память И. П. Лесникова. 1894—1895. (Надстроено).
- Нейшлотский переулок, д.№ 5 — доходный дом. 1897. (Перестроен).
- Фурштатская улица , д.№ 15 — доходный дом К. А. Шрейбера. 1897—1898.
- Гродненский переулок, д.№ 11 — доходный дом. 1898.